# A Nice Pair
A Nice Pair – kompilacyjny album brytyjskiej grupy Pink Floyd, zawierający dwie pierwsze płyty zespołu – The Piper at the Gates of Dawn i A Saucerful of Secrets. Album dotarł do 36 miejsca na amerykańskiej liście Billboard i uzyskał status złotej płyty w marcu 1994 r.

## Lista utworów

### The Piper at the Gates of Dawn
| Nr  | Tytuł                                                  | Długość |
| --- | ------------------------------------------------------ | ------- |
| 1.  | „Astronomy Domine” (Barrett)                           | 4:12    |
| 2.  | „Lucifer Sam” (Barrett)                                | 3:07    |
| 3.  | „Matilda Mother” (Barrett)                             | 3:08    |
| 4.  | „Flaming” (Barrett)                                    | 2:46    |
| 5.  | „Pow R. Toc H.” (Barrett/Waters/Wright/Mason)          | 4:26    |
| 6.  | „Take Up Thy Stethoscope and Walk” (Waters)            | 3:05    |
| 7.  | „Interstellar Overdrive” (Barrett/Waters/Wright/Mason) | 9:41    |
| 8.  | „The Gnome” (Barrett)                                  | 2:13    |
| 9.  | „Chapter 24” (Barrett)                                 | 3:42    |
| 10. | „The Scarecrow” (Barrett)                              | 2:11    |
| 11. | „Bike” (Barrett)                                       | 3:21    |

### A Saucerful of Secrets
| Nr | Tytuł                                                  | Długość |
| -- | ------------------------------------------------------ | ------- |
| 1. | "Let There Be More Light” (Waters)                     | 5:38    |
| 2. | „Remember A Day” (Wright)                              | 4:33    |
| 3. | „Set the Controls for the Heart of the Sun” (Waters)   | 5:28    |
| 4. | „Corporal Clegg” (Waters)                              | 4:13    |
| 5. | "A Saucerful of Secrets” (Gilmour/Mason/Waters/Wright) | 11:57   |
| 6. | „See-Saw” (Wright)                                     | 4:36    |
| 7. | „Jugband Blues” (Barrett)                              | 3:00    |

## Twórcy
1. Syd Barrett – wokal, gitara
2. David Gilmour – wokal, gitara
3. Nick Mason – perkusja
4. Roger Waters – wokal, gitara basowa
5. Richard Wright – instrumenty klawiszowe
6. Norman Smith: bębny, wokal w utworze „Remember a Day”.

## Rankingi
| Rok  | Ranking              | Pozycja |
| ---- | -------------------- | ------- |
| 1974 | UK Albums Chart      | 21      |
| 1974 | Billboard Pop Albums | 36      |
| 1974 | Norway's album chart | 8       |